# Tempo (xadrez)
|   | a                                                   | b                                                   | c                                                   | d                                                   | e                                                   | f                                                   | g                                                   | h                                                   |   |
| 8 | h8 white circle · h5 white circle · h1 branco torre | h8 white circle · h5 white circle · h1 branco torre | h8 white circle · h5 white circle · h1 branco torre | h8 white circle · h5 white circle · h1 branco torre | h8 white circle · h5 white circle · h1 branco torre | h8 white circle · h5 white circle · h1 branco torre | h8 white circle · h5 white circle · h1 branco torre | h8 white circle · h5 white circle · h1 branco torre | 8 |
| 7 | h8 white circle · h5 white circle · h1 branco torre | h8 white circle · h5 white circle · h1 branco torre | h8 white circle · h5 white circle · h1 branco torre | h8 white circle · h5 white circle · h1 branco torre | h8 white circle · h5 white circle · h1 branco torre | h8 white circle · h5 white circle · h1 branco torre | h8 white circle · h5 white circle · h1 branco torre | h8 white circle · h5 white circle · h1 branco torre | 7 |
| 6 | h8 white circle · h5 white circle · h1 branco torre | h8 white circle · h5 white circle · h1 branco torre | h8 white circle · h5 white circle · h1 branco torre | h8 white circle · h5 white circle · h1 branco torre | h8 white circle · h5 white circle · h1 branco torre | h8 white circle · h5 white circle · h1 branco torre | h8 white circle · h5 white circle · h1 branco torre | h8 white circle · h5 white circle · h1 branco torre | 6 |
| 5 | h8 white circle · h5 white circle · h1 branco torre | h8 white circle · h5 white circle · h1 branco torre | h8 white circle · h5 white circle · h1 branco torre | h8 white circle · h5 white circle · h1 branco torre | h8 white circle · h5 white circle · h1 branco torre | h8 white circle · h5 white circle · h1 branco torre | h8 white circle · h5 white circle · h1 branco torre | h8 white circle · h5 white circle · h1 branco torre | 5 |
| 4 | h8 white circle · h5 white circle · h1 branco torre | h8 white circle · h5 white circle · h1 branco torre | h8 white circle · h5 white circle · h1 branco torre | h8 white circle · h5 white circle · h1 branco torre | h8 white circle · h5 white circle · h1 branco torre | h8 white circle · h5 white circle · h1 branco torre | h8 white circle · h5 white circle · h1 branco torre | h8 white circle · h5 white circle · h1 branco torre | 4 |
| 3 | h8 white circle · h5 white circle · h1 branco torre | h8 white circle · h5 white circle · h1 branco torre | h8 white circle · h5 white circle · h1 branco torre | h8 white circle · h5 white circle · h1 branco torre | h8 white circle · h5 white circle · h1 branco torre | h8 white circle · h5 white circle · h1 branco torre | h8 white circle · h5 white circle · h1 branco torre | h8 white circle · h5 white circle · h1 branco torre | 3 |
| 2 | h8 white circle · h5 white circle · h1 branco torre | h8 white circle · h5 white circle · h1 branco torre | h8 white circle · h5 white circle · h1 branco torre | h8 white circle · h5 white circle · h1 branco torre | h8 white circle · h5 white circle · h1 branco torre | h8 white circle · h5 white circle · h1 branco torre | h8 white circle · h5 white circle · h1 branco torre | h8 white circle · h5 white circle · h1 branco torre | 2 |
| 1 | h8 white circle · h5 white circle · h1 branco torre | h8 white circle · h5 white circle · h1 branco torre | h8 white circle · h5 white circle · h1 branco torre | h8 white circle · h5 white circle · h1 branco torre | h8 white circle · h5 white circle · h1 branco torre | h8 white circle · h5 white circle · h1 branco torre | h8 white circle · h5 white circle · h1 branco torre | h8 white circle · h5 white circle · h1 branco torre | 1 |
|   | a                                                   | b                                                   | c                                                   | d                                                   | e                                                   | f                                                   | g                                                   | h                                                   |   |

No xadrez, tempo refere-se a um movimento. Quando um enxadrista alcança um objetivo em um movimento a menos do que o esperado, ele "ganha um tempo", e vice-versa, ao alcançar um objetivo utilizando um movimento a mais do que o previsto, ele "perde um tempo". Similarmente, caso um enxadrista seja bem-sucedido em forçar seu oponente em gastar turnos a mais - comumente em defesa - que ele não teria originalmente feito, o jogador "ganha tempo" (e seu oponente "perde tempo"), visto que o oponente desperdiça turnos.
Um simples exemplo é citado na imagem à direita: movimentar a Torre de h1 diretamente para h8 é o mesmo que h1 para h5, e então para h8, embora a primeira opção gaste um tempo a menos. Porém, dependendo do posicionamento das peças no tabuleiro, tais manobras não são sempre uma perda de tempo - h5 pode ter sido necessário para responder a uma ameaça. Neste caso, visto que ambos os jogadores perderam um tempo, o resultado em termos de jogadas é nulo, mas a mudança de posicionamento pode favorecer um enxadrista mais do que o outro. Rei, Dama, Bispo e Torre podem perder tempo, enquanto que um Cavalo não pode.